# Třeboň
Třeboň es una ciudad o población checa, en la región de Bohemia Meridional. Tenía una población de 8588 habitantes en 2013.
Třeboň se sitúa cerca de la frontera austríaca sobre el río Lužnice, afluente del Moldava, en el camino de Praga a Viena y casi a la misma distancia de ambas ciudades, cerca de Jindřichův Hradec y České Budějovice. También podemos encontrarla con el nombre de Trebone, Tribau, Trebona o Wittingau, según la traducción empleada.

## Historia
Los orígenes de Třeboň se remontan al siglo XII, cuando se originó un poblado pequeño en la localidad. Inicialmente, el lugar fue retenido por Vítek de Prčice (Vítek z Prčic), el miembro de la familia noble de Vítkovci. Se habla de una ciudad desde 1341. Los Vítkovci mantuvieron Wittingau (su nombre previo) en su propiedad hasta 1366. En este año, Třeboň obtuvo su nombre actual y nuevos dueños también, los hermanos de Rožmberk (Rosenberg). Bajo ellos, la ciudad ganó mucha importancia y riqueza. El año siguiente (1367), los Rožmberk establecieron un convento en Třeboň, la primera cervecería de príncipe fue establecida en 1379 y a finales del siglo XIV, la ciudad fue fortificada por murallas y un foso. Gracias a la fortificación y el terreno pantanoso que la rodeó, Třeboň resistió varios ataques husitas en el siglo XV.
El siglo XVI y los principios del siglo XVII representan el mayor auge en Třeboň, sobre todo gracias a Vilém y Petr Vok de Rožmberk. Bajo Vilém de Rožmberk, hubo alquimistas del extranjero que trabajaron para él, entre ellos el doctor inglés John Dee y su ayudante, el médium Edward Kelly. Un personaje que destaca en la historia de la ciudad era Jakub Krčín, un piscicultor que empezó a trabajar para los Rožmberk en 1561. Třeboň floreció por el resultado de sus reformas agricultoras.
Sin embargo, cuando murió Petr Vok de Rožmberk en 1611, la ciudad empezó a sufrir por varios ataques del ejército de Passau, incendios, Guerra de 30 años etc. En 1660, la familia Schwarzenberg tomó posesión de la ciudad. Eran sus dueños hasta el fin de la Primera Guerra Mundial, cuando su propiedad fue pasada al estado. Se convirtió en la capital del distrito en el siglo XIX, pero en 1960 durante la reorganización del gobierno, le quitaron este título y le dieron el estatuto de balneario.

## Geografía
Třeboň está en la cuenca más grande de la República checa, la cuenca lleva su nombre también (Třeboňská pánev). La riqueza mineral de la zona consiste en grandes minas de gravilla. Se explota turba alrededor de Třeboň también, el componente más importante de la balneoterapeútica en la ciudad. Třeboň la rodean cientos de estanques, la mayoría de ellos construida por Jakub Krčín en el siglo XVI. Los estanques más grandes son Rožmberk y Svět (en español el Mundo).

## Actualidad y lugares de interés
Třeboň es una ciudad bastante turística, los turistas la visitan sobre todo por sus dos balnearios, Bertiny lázně y Aurora. Es la sede de Pesca Třeboň, la mayor pesca en Europa, y la sede de cervecería Regent, una de las más antiguas en el mundo (establecida en 1379). El Palacio de Třeboň es el tercer palacio más grande de su tipo (después del Castillo de Praga y el Palacio de Český Krumlov). Lo empezaron a construir en 1366. En Třeboň, hay Archivo Regional de Estado con la colección más grande de la República checa. El centro histórico y los alrededores del estanque Svěr forman área de conservación municipal. El paisaje de Třeboň es la parte del paisaje protegido (CHKO) Třeboňsko y la reserva de la biosfera UNESCO. Třeboň y lugares cercanos son buenos para ciclismo y equitación.
Aparte del Palacio de Třeboň, hay otros monumentos en Třeboň, por ejemplo las puertas Budějovická, Svinenská, Hradecká y Novohradská, las entradas originales a la ciudad. La iglesia de San Gules y María Virgen la Reina del siglo XIV está adornada por las pinturas del Maestro de Třeboň, uno de los artistas centroeuropeos más famosos de la Edad Media. Cerca del estanque Svět, hay tumba de la familia Schwarzenberg, un edificio neogótico del siglo XIX. En la única plaza de Třeboň, la plaza Masarykovo (Masarykovo náměstí), hay ayuntamiento antiguo, columna mariana del siglo XVIII, fuente y otros edificios históricos, por ejemplo la casa de Vratislav (Vratislavský dům).

## Cultura
En cuanto a la vida cultural, Třeboň ganó fama gracias a sus festivales de música y de cine, nocturna (festival de música clásica), Okolo Třeboně (festival de música popular checa), Anifest (festival de cine animado). Todos los festivales se celebran en verano. El coro de Třeboň, Třeboňští pištci, hicieron una actuación ante el Papa en 2011.